# یقین (اصطلاح)
یقین (Yaqeen)، به‌طور قطع و بی گمان چیزی را پذیرفتن و رسوخ اعتقاد جازم را گویند.

## یقین در اصطلاحعرفانی
یقین در اصطلاح اهل نظر، اعتقاد جازم مطابق ثابت است یعنی آنچه در اثر تشکیک مشکک زائل نشود، و اتقان علم است. و در اصطلاح اهل ذوق و عرفان اطلاقات متعددی دارد. و نزد سالکان در معنی یقین اختلاف است و تعاریفی برای آن شده‌است از این قرار:
1. تحقیق تصدیق به غیب است به واسطه ازاله هر گمانی.
2. مکاشفه است.
3. چیزی است که قلوب بیند نه عیون.
4. مشاهده است.
5. ظهور نور حقیقت است.
6. مشاهده غیوب است به کشف قلوب و ملاحظه اسرار است به مخاطبه افکار.

## یقین از نظرفلسفه
یقین از نظر فلسفه تصدیق جازم است که مطابق و ثابت است. یقینِ تامّ‏، اعتقاد مطابق با واقع است.

## یقین خلقی و یقینمنطقی
یقین خلقی به معنی یقین عملی مبتنی بر امیال و عواطف است، برخلاف یقین منطقی یا علمی که مبتنی بر عقل و تجربه است.